# ECナビケータイ
ECナビケータイは、インフォニックスが開発したセレクトモバイルと呼ばれるプラットフォームを利用し、KDDIがセレクトモバイルを直接運用してKDDI・沖縄セルラー電話のCDMA 1X WINネットワーク（au電話）で、2009年8月3日から2013年2月28日までECナビ（現「CARTA HOLDINGS」）の会員向けにMVNOとして提供していた携帯電話サービス事業である。当初、インフォニックスがプラットフォームの運用を手がけたが、その後サービス終了までKDDIが手がけた。

## 概要
2009年7月2日に、インフォニックスとECナビの協業によるMVNOサービスとして8月3日より提供開始が発表された。インフォニックスが構築した「セレクトモバイル」を基盤として提供され、サイトは当初インフォニックスが運営していた。

### 民事再生法の適用
2010年9月29日にインフォニックスが民事再生法の適用を申請し、「セレクトモバイル」は2010年11月2日付でKDDIに譲渡されて当面は継続されたが、ポイントサービスなどのECナビケータイ独自のサービスは2013年2月28日に全て終了した。

### その後
2011年8月より、VOYAGE GROUPの子会社VOYAGE BB（旧ECナビコミュニケーションズ）が、UQコミュニケーションズよりWiMAX回線の提供を受けて、MVNO事業「VOYAGE WiMAX」のサービスを提供していた。当初は法人向けのみだったが11月より個人（同グループポイントサイト会員）向けサービスも開始されたが、2018年6月末に終了している。

## 販売チャネル
ECナビ会員を対象とするため、会員サイトからのオンラインの申込に限定されていた。
故障・修理などのメンテナンス業務受付の一部は、auショップで一部対応可能としているが、ウェブおよび専用フリーコール・ナビダイヤルを中心としていた。
時間外の紛失・故障に関する電話問い合わせは、ECナビケータイのカスタマーセンターは対応せず、au電話のお客様センターで対応した。

## サービス内容

### 利用料金・端末料金
基本的には、KDDI・沖縄セルラー電話が提供するau電話の体系に準じていた。ECナビケータイの契約は、KDDI・沖縄セルラー電話が指定する「特定MVNO事業者」に相当するため、au電話が提供する「指定通話定額」サービス利用時に指定するau電話3番号の中に、ECナビケータイ契約の番号を含めることが可能である。「特定MVNO事業者」を包含可能なサービスは、原則的にECナビケータイ契約を包含した。
2009年11月10日以降は、シンプルコースベースの料金体系のみに一本化された。以前はフルサポートコースベースの基本料金に「購入サポート割引」を適用して、シンプルコースと同等の基本料体系を適用した。プラン名称に「シンプル」はつかないが、新旧共にau電話で利用される名称の頭に<ECN>が付される。12月8日から「<ECN>プランEシンプル」が追加された。

### コンテンツ
利用者専用の「ECナビケータイアプリ」の提供がされたが、2011年3月31日にサービス提供が終了し、以降、KDDI・沖縄セルラー電話が提供するauのものに準じた。

### ポイントプログラム
アプリの利用状況や電話の利用状況に応じ、端末購入時も端末料金に応じ、それぞれポイントが付与されたが、利用料が月2000円を下回る場合は付与されなかった。auの回線や機種に準じてはいるが、ポイント制度はauと無関係でMNPの際も移行されない。ECナビは自社のポイントと他社のポイントを交換することが可能だが、auと提携しない。ECナビケータイの契約中は、ECナビ会員のグレードは最低でもゴールド会員以上と優遇された。

### メールアドレス
au電話契約と同じ、xxx@ezweb.ne.jpが提供され、xxx部分は任意に設定する。KDDI・沖縄セルラー電話からMNPで移行した場合は、メールアドレスを引き継いだ。

## 端末
auが提供する端末型番の頭に「ECN-」を付したがECN-H101などの例外もあった。auとECナビケータイの両方のロゴが記された。

### 端末のラインアップ

#### スマートフォン（IS series／iida）
2012年（平成24年）7月27日に全て終売

#### フィーチャーフォン（CDMA 1X WIN／iida）
2012年7月27日に全て終売

### 過去に発売されていた端末
フィーチャーフォン
- ECN-SH001（2009年8月3日発売。既存のSH001とほぼ同一）
- ECN-SH002（2009年8月3日発売。既存のSH002とほぼ同一）
- ECN-K002（2009年8月3日発売。既存のK002とほぼ同一）
- ECN-H101（2009年8月3日発売。既存のHIY01とほぼ同一）
- ECN-T002（2009年10月1日発売。既存のT002とほぼ同一）
- ECN-SH003（2009年12月8日発売。既存のSH003とほぼ同一）
- ECN-SH004（2009年12月8日発売。既存のSH004とほぼ同一）
- ECN-T003（2010年3月15日発売。既存のT003とほぼ同一）
- ECN-SH007（2010年7月2日発売。既存のSH007とほぼ同一）
- ECN-CA005（2010年7月2日発売。既存のCA005とほぼ同一）
- ECN-SA002（2010年7月2日発売。既存のSA002とほぼ同一）
- G11
- E09F for ECN
- T007 for ECN
- CA007 for ECN

スマートフォン
- ECN-IS03（2011年5月25日発売。既存のIS03とほぼ同一）
- ECN-IS05（2011年7月25日発売。既存のIS05とほぼ同一）
- ECN-IS12SH（2011年7月13日発売。既存のIS12SHとほぼ同一）
- ECN-IS04（2011年8月5日発売。既存のIS04とほぼ同一）
- XPERIA　acro IS11S for ECN（2011年8月26日発売）
- REGZA Phone IS11T for ECN（2011年9月22日発売）
- INFOBAR A01（2011年11月10日発売）

## 沿革
- 2009年（平成21年）
  - 7月2日 - ECナビとインフォニックスによる協業により、参入を発表。同日にサイトもオープン。
  - 8月3日 - サービス開始。
- 2012年（平成24年）7月28日 - ECナビケータイの販売を全て終了[7]。
- 2013年（平成25年）2月28日 - サービス終了[8]。